# Lüganuse (Dorf)
Koordinaten: 59° 23′ N, 27° 2′ O
Das Großdorf Lüganuse (estnisch Lüganuse alevik) liegt im Kreis Ida-Viru (Ost-Wierland) im Nordosten Estlands. Es ist der Hauptort der gleichnamigen Landgemeinde (Lüganuse vald).

## Beschreibung und Geschichte
Lüganuse (deutsch Luggenhusen) hat 480 Einwohner (Stand 1. Mai 2012). Das Dorf liegt unmittelbar nördlich der Stadt Püssi. Durch Lüganuse fließt der Fluss Purtse (Purtse jõgi).
Das Dorf wurde erstmals 1241 im Liber Census Daniæ unter dem Namen Lygenus erwähnt. Im 13. Jahrhundert war er einer der größten Dörfer in der gesamten Region Virumaa (Wierland). Bis ins 14. Jahrhundert gehörte das Land der adligen Familie von Luggenhusen.

## Kirche

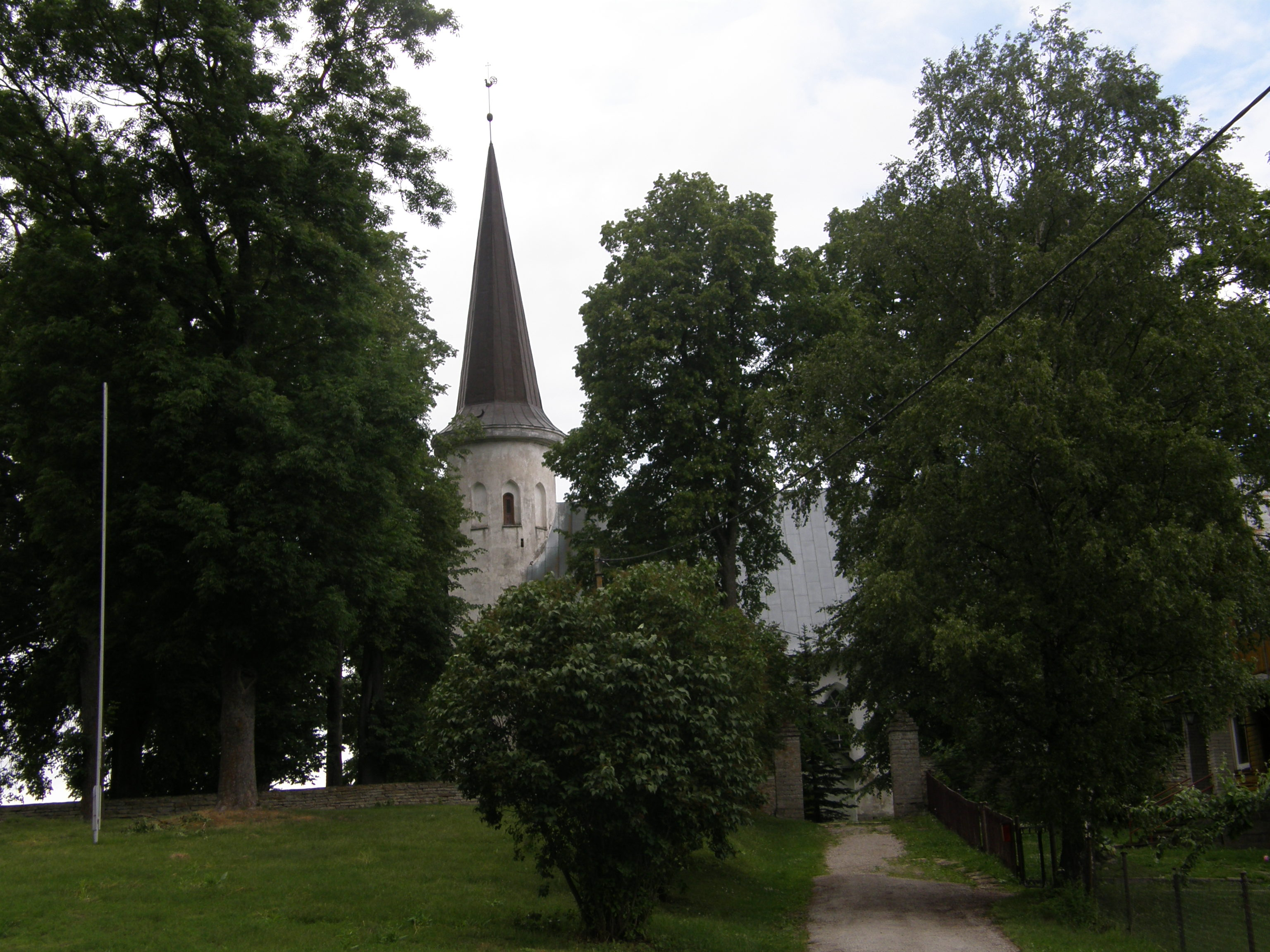
Evangelisch-lutherische Kirche von Lüganuse

Lüganuse war früher das Zentrum eines Kirchspiels (Lüganuse kihelkond).
Der erste Kirchenbau in Lüganuse stammt wahrscheinlich aus der Mitte des 13. Jahrhunderts. Er ist ab 1373 urkundlich nachgewiesen. Der Sakralbau ist Johannes dem Täufer geweiht.
Im 14. Jahrhundert entstand auf den Mauern des alten Gotteshauses eine Wehrkirche.
Wahrscheinlich Anfang des 15. Jahrhunderts wurde die Kirche zweischiffig erweitert. Auffallend ist der im Baltikum bei Kirchenbauten seltene Rundturm, der etwa um 1500 ergänzt wurde und Verteidigungszwecken diente. Hinzu kamen zur selben Zeit Chor und Sakristei. Der Turmhelm stammt von 1727.
Im Livländischen Krieg wurden im 16. Jahrhundert die Gewölbe der Kirche stark in Mitleidenschaft gezogen. Der Nordische Krieg Anfang des 18. Jahrhunderts verschonte das Gotteshaus weitgehend. Dem Zweiten Weltkrieg fiel 1941 die gesamte Inneneinrichtung der St.-Johanniskirche zum Opfer.
Der spätbarocke Altar ruht auf einem Kalksteinsockel aus dem 15. Jahrhundert. Ursprünglich stammte er aus der Kapelle von Ilumäe. Die Orgel ist eine Arbeit der südestnischen Orgelbaufamilie Kriisa. Die Kirchenfenster stammen aus den 1990er Jahren.
Pastor der Kirchengemeinde von Lüganuse war von 1788 bis 1795 der Sprach- und Literaturwissenschaftler Otto Wilhelm Masing, der großen Anteil an der Entwicklung der heutigen estnischen Schriftsprache hatte.
Auf dem Friedhof von Lüganuse finden sich die Kapellen der Gutsherren der deutschbaltischen Familie von Taube. Daneben stehen einige historische Radkreuze aus Stein auf den Gräbern der estnischen Bauern. Sie stammen teilweise aus dem 17. Jahrhundert. Auf dem Friedhof ist der estnische Geiger Robert Peenemaa (1903–1949), ein Wunderkind seiner Zeit, beigesetzt.

## Denkmal für die Opfer des Freiheitskrieges
Im Dorf steht ein Denkmal, das an die Gefallenen des Estnischen Freiheitskrieges (1918–1920) erinnert. Es wurde drei Mal eingeweiht: 1924, 1944 und erneut 1989. Auf dem sechs Meter hohen Sockel steht eine dreiköpfige Skulpturengruppe: ein Soldat, eine Frau und ein Kind.

## Karstgebiet
Um Lüganuse liegt das Karstgebiet von Uhaku (Uhaku karstiala) mit zahlreichen kleineren Höhlen.

## Söhne und Töchter
- Andi Meister (* 1938), Ingenieur und Politiker
- Maarja Pärtna (* 1986), Dichterin und Übersetzerin